# Siły opozycji w Syrii

Flaga używana przez syryjską opozycję, bazująca na dawnej fladze państwowej Syrii

Siły opozycji w Syrii lub siły rebelianckie – ugrupowania, które doprowadziły do obalenia rządu Baszszara al-Asada w czasie wojny domowej.

## Historia rozwoju sił opozycyjnych
Początkowo syryjska opozycja nie była skupiona pod żadnym sztandarem, a spontaniczne demonstracje prowadzili zwykli cywile. Z czasem, kiedy byli atakowani przez służby bezpieczeństwa, zaczęli się zbroić. Po kilku miesiącach pacyfikacji manifestacji, zaczęło dochodzić do dezercji w wojsku. Głównym ugrupowaniem rebelianckim była Wolna Armia Syrii pod dowództwem płk. Rijada al-Asada, powołana przez dezerterów z armii narodowej 29 lipca 2011. Zbrojnymi ugrupowaniami dowodziła Narodowa Rada Syryjska (NSR), powołana 23 sierpnia 2011 z siedzibą w tureckim Stambule. Jednakże nie wszystkie grupy bojowe były podporządkowane i często działały na własną rękę.
W skład opozycji wchodzili głównie sunnici, także ci radykalni, co wzbudzało obawy przez zbrojeniem niektórych ugrupowań i padały podejrzenia o współpracę z Al-Kaidą. Sunnitów wspierała mniejszość kurdyjska. Wraz z wydłużaniem się syryjskiego konfliktu zaczął on przybierać na charakterze religijnym i zaczął się radykalizować. Na przełomie 2011 i 2012 syryjską opozycję poparli radykalni islamiści, którzy czynnie włączyli się do walki przeciwko rządowi. Przeprowadzali oni nie tylko zamachy bombowe, ale także ściągali z zagranicy mudżahedinów i wysyłali ich na linie frontu
Na początku września 2012 powstał projekt utworzenia Narodowej Armii Syryjskiej (NAS), zrzeszającej różne grupy bojowe z Wolną Armią Syrii na czele. Jednak WAS zgłosiła zastrzeżenia co do nowej nazwy formacji. Narodowa Armia Syrii miała być całkowicie podporządkowana władzom opozycyjnym z Narodowej Rady Syryjskiej. W toku reformowania struktur syryjskiej opozycji na konferencji w Dosze (4-11 listopada 2012) powołano Syryjską Koalicję Narodową na rzecz Opozycji i Sił Rewolucyjnych, będącą konfederacją umiarkowanych opozycyjnych ugrupowań politycznych, działających w kraju oraz za granicą, skupionych poprzednio w Narodowej Radzie Syryjskiej. Na czele konfederacji, która od tej pory reprezentowała syryjską opozycję, stanął Mu’az al-Chatib. Zbrojnym ramieniem konfederacji pozostała Wolna Armia Syrii.
We wrześniu 2012 po tajnych negocjacjach między umiarkowanymi ugrupowaniami Sukur asz-Szam i Brygadami Al-Faruk utworzono koalicję umiarkowanych islamistów Syryjski Front Wyzwolenia Islamu. Następnie do koalicji przystąpiła m.in. Liwa al-Islam oraz Liwa at-Tauhid. Obecnie konfederacja zrzesza 20 ugrupowań deklarujących braterskie relacje z Wolną Armią Syrii i liczy ok. 37-39 tys. bojowników, czyniąc ją najliczniejszą koalicją zbrojną w Syrii. Z kolei 21 grudnia 2012 powołana została konfederacja 11 zbrojnych, radykalnych grup islamistycznych pod nazwą Syryjski Front Islamski. W skład organizacji nie weszła największa zbrojna grupa salaficka operująca na terenie Syrii – Dżabhat an-Nusra, która od kwietnia 2013 współpracowała z Islamskim Państwem w Iraku i Lewancie. Wszystkie te organizacje odrzucały zwierzchność Wolnej Armii Syrii – głównego zbrojnego podmiotu syryjskiej opozycji.
We wrześniu 2013 według analityków wojskowości, w Syrii walczyło 100 tys. rebeliantów zrzeszonych w ok. 1000 ugrupowaniach, z czego 37-39 tys. działało pod szyldem Syryjskiego Frontu Wyzwolenia Islamu, 31 tys. walczyło w ramach Wolnej Armii Syrii. Kolejne 18 tys. to radykalni rebelianci z Syryjskiego Frontu Obrony, a 12 tys. rebeliantów było dżihadystami wywodzącymi się z Islamskiego Państwa w Iraku i Lewancie (ISIS).
Taktyka wojenna radykałów i dżihadystów wymusiła na przedstawicielstwie syryjskiej opozycji odcięcie się od islamskich ekstremistów i potępienie przypadków pogwałcenia praw człowieka, w tym porwania, morderstwa i masowe egzekucje. Syryjska opozycja zadeklarowała 11 października 2013 wolę przestrzegania prawa międzynarodowego i obiecała wydanie w ręce sprawiedliwości zbrodniarzy, oskarżając jednocześnie instytucje międzynarodowe o brak działania. Umiarkowani rebelianci dostrzegli tym samym zagrożenie ze strony radykalnych islamistów.
22 listopada 2013 po wielomiesięcznych negocjacjach ugrupowania tworzące Syryjski Front Wyzwolenia Islamu (Liwa at-Tauhid, Szukur asz-Szam i Dżajsz al-Islam) podpisały pakt z trzema ugrupowaniami wchodzącymi w skład drugiego islamistycznego bloku konfederacyjnego – Syryjskiego Frontu Islamu (Ahrar asz-Szam, Liwa al-Hakk, Ansar asz-Szam) oraz Kurdyjskim Frontem Islamskim, powołując do życia organizację pod nazwą Front Islamski. W zamyśle twórców ciała militarnego, jest to alternatywa wobec Syryjskiej Koalicji Narodowej na rzecz Opozycji i Sił Rewolucji, a także Islamskiego Państwa w Iraku i Lewancie.
Wraz z początkiem 2014 wybuchła wojna między Islamskim Państwem w Iraku i Lewancie a resztą opozycyjnych ugrupowań zbrojnych. Do walki z ISIS przystąpił Front Islamski, który porozumiał się Dżabhat an-Nusra oraz powołanym Syryjskim Frontem Rewolucyjnym, który wchodził w skład Wolnej Armii Syrii, a także Armią Mudżahedinów. W lutym 2014 Front Islamski, Dżabhat an-Nusra, Armia Mudżahedinów i Dżajsz al-Muhadżirin wa-al-Ansar, która podobnie jak Dżabhat an-Nusra zakończyły współpracę z ISIS, utworzyły sojusz pod nazwą Ahl asz-Szam, który był odpowiedzialny za walkę z ISIS. Struktura pod tym względem współpracowała z Wolną Armią Syrii i kurdyjskimi Powszechnymi Jednostkami Ochrony oraz Dżabhat al-Akrad.
Wobec porażek Frontu Islamskiego wobec Państwa Islamskiego (ISIS przed proklamacją kalifatu z 29 czerwca 2014), Ahrar asz-Szam czynił poszukiwania nowych sojuszników, by móc rywalizować ze ściągającymi dżihadystami do kalifatu. W związku z tym 3 sierpnia 2014 podpisano ugodę z 17 innymi ugrupowaniami powołującymi Syryjską Radę Dowództwa Rewolucyjnego. W skład niej wchodziły rozłamowcy z Frontu Islamskiego (Dżajsz al-Islam, Liwa Sukur asz-Szam oraz Liwa al-Hakk), Wolnej Armii Syrii (Syryjski Front Rewolucyjny oraz Ruch Hazzam), a także mniejsze ugrupowania jak Armia Mudżahedinów i Andżad asz-Szam.

## Obecne zbrojne grupy opozycyjne do rządów Asada

### Państwo Islamskie
| Nazwa             | Siła    | Dowódca              | Początek aktywności | Obecne grupowania składowe                                                                  | Opis                                                                        |
| ----------------- | ------- | -------------------- | ------------------- | ------------------------------------------------------------------------------------------- | --------------------------------------------------------------------------- |
| Państwo Islamskie | 50 tys. | Abu Bakr al-Baghdadi | kwiecień 2013       | Dżajsz al-Muhadżirin wa-al-Ansar (do lutego 2014; następnie członek struktury Ahl asz-Szam) | Była siatka Al-Ka'idy w Iraku; samozwańczy kalifat na terenie Iraku i Syrii |

### Główne grupy ekstremistyczne i umiarkowane
| Nazwa                                 | Siła    | Dowódca                  | Początek aktywności | Obecne grupowania składowe | Opis |
| ------------------------------------- | ------- | ------------------------ | ------------------- | --- | --- |
| Syryjska Rada Dowództwa Rewolucyjnego | ?       |                          | sierpień 2014       | Ahrar asz-Szam, Dżajsz al-Islam, Liwa al-Hakk, Liwa Sukur asz-Szam, Syryjski Front Rewolucyjny, Ruch Hazzam, Armia Mudżahedinów, Andżad asz-Szam | Sojusz 18 ugrupowań powołany do walki z Państwem Islamskim i rządowymi siłami syryjskimi. |
| Wolna Armia Syrii                     | 40 tys. | Abd al-Ilah al-Baszir    | lipiec 2011         | Brygady Faruka, Brygady Syryjskich Turkmenów, Ghuraba asz-Szam (rozgromiona), Syryjski Front Rewolucyjny (od 3 sierpnia 2014 członek Syryjskiej Rady Dowództwa Rewolucyjnego), Ruch Hazzam (od 3 sierpnia 2014 członek Syryjskiej Rady Dowództwa Rewolucyjnego), Narodowe Zjednoczone Brygady, inne mniejsze brygady i bataliony | Zgrupowanie umiarkowanych rebeliantów wywodzących się głównie z dezerterujących żołnierzy armii zasadniczej. |
| Dżabhat an-Nusra                      | 15 tys. | Abu Muhammad al-Dżaulani | styczeń 2012        | Sukur al-Izz | Oficjalna siatka Al-Ka'idy w Syrii; pierwsza grupa dżihadystyczna na terenie Syrii; sojusz z Frontem Islamskim w ramach Ahl asz-Szam; skonfliktowany z Syryjskim Frontem Rewolucyjnym i Ruchem Hazzam. |
| Asala wal-Tanmijja                    | 13 tys. | Chalid al-Hammad         | listopad 2013       | | Była struktura Wolnej Armii Syrii. |
| Front Islamski                        | ?       |                          | listopad 2013       | Liwa at-Tauhid, Ansar asz-Szam, Kurdyjski Front Islamski; Byłe ugrupowania (transfer do Syryjskiej Rady Dowództwa Rewolucyjnego): Liwa Sukur asz-Szam, Dżajsz al-Islam, Ahrar asz-Szam, Liwa al-Hakk | Konfederacja dużych islamskich grup zbrojnych; początkowo zbrojna alternatywa wobec Wolnej Armii Syrii, później przeciwwaga dla Państwa Islamskiego (IS); sojusz z Dżabhat an-Nusra, Armią Mudżahedinów i Dżajsz al-Muhadżirin wal-Ansar w strukturze Ahl asz-Szam; po porażce z IS rozłam w lipcu 2014 Ahl asz-Szam: Armia Muhadżedinów transfer do Syryjskiej Rady Dowództwa Rewolucyjnego, Dżajsz al-Muhadżirin wal-Ansartransfer do Dżabhat Ansar ad-Din; następnie w sierpniu 2014 rozłam we Froncie Islamskim. |
| Dżabhat Ansar ad-Din                  | ?       |                          | lipiec 2014         | Dżajsz al-Muhadżirin wa-al-Ansar, Katiba al-Chadra, Harakat Szam al-Islam i Harakat Fajr Szam al-Islamijja | |

### Oddziały kurdyjskie
| Nazwa                        | Siła       | Dowódca           | Początek aktywności | Obecne grupowania składowe | Opis |
| ---------------------------- | ---------- | ----------------- | ------------------- | --- | ---- |
| Powszechne Jednostki Ochrony | 45-50 tys. | Sipan Hemo        | 2011                | Zbrojne ramię Partii Demokratycznej Jedności (PYD), walcząca początkowo z syryjskimi siłami zbrojnymi, następnie z dżihadystami |      |
| Dżabhat al-Akrad             | 7 tys.     | Hadżi Ahmad Kurdi | 2012                | Była kurdyjska brygada Wolnej Armii Syrii                                                                                       |      |

## Byłe ugrupowania zbrojne
- Syryjski Front Wyzwolenia Islamu (wrzesień 2012 – listopad 2013)[6]
  - Sukur asz-Szam (9 tys.)
  - Dżajsz al-Islam (9 tys.)
  - Liwa at-Tauhid (11 tys.)
- Syryjski Front Islamski: (grudzień 2012 – listopad 2013)[6]
  - Ahrar asz-Szam
  - Liwa al-Hak
  - Ansar asz-Szam
  - Dżajsz at-Tauhid
  - Kurdyjski Front Islamski

Syryjski Front Wyzwolenia Islamu i Syryjski Front Islamski połączyły się we Front Islamski.